# DB-4
DB-4 – sowiecki bombowiec z początku 1940 roku. Miał być następcą modelu DB-3F, jednak nie wszedł do  produkcji. Samolot w Centralnym Biurze Konstrukcyjnym otrzymał nazwę ZBK-56. Wyprodukowano 5 sztuk.

## Historia
Projektowanie samolotu rozpoczęto w drugiej połowie lat 30. XX wieku. Siergiej Iljuszyn postanowił użyć skrzydła i stabilizatora pionowego z DB-3, natomiast kadłub i ogon były zupełnie inne niż u poprzednika. Otrzymał nazwę ZBK-56. Był to górnopłat o konstrukcji metalowej i podwoziu chowanym w locie. Napęd stanowiły dwa silniki AM-37 o mocy 995 KM każdy. Planowano użyć silników M-120, jednakże ich produkcja opóźniała się. Oblot nastąpił pod koniec 1940 roku.
Drugi prototyp został również wyposażony w silniki AM-37, choć miał otrzymać nowsze M-71. Właśnie problemy z silnikami były powodem opóźnień w pracy nad projektem.
Powstały ogółem dwa prototypy. Próby fabryczne samolotu prowadzono od października 1940 roku, jednakże wykazały one niedopracowanie konstrukcji, tak że nie został skierowany do prób państwowych. Po agresji Trzeciej Rzeszy na ZSRR projekt zawieszono, a następnie zakończono prace nad samolotem.